# 月夜にGOOD LUCK
『月夜にGOOD LUCK』（つきよにグッド・ラック）は、1989年9月21日にリリースされた岩崎良美の14枚目のオリジナル・アルバム。発売元はCBSソニー。

## 概要
CBSソニーに移籍後、初にして唯一となるアルバム。″月の光に照らされたある夜の出来事″ をコンセプトに制作され、それまでのアイドル・ポップス路線から、都会的でクールなデジタル・サウンドが印象的な作品へと変化を見せている。ボビー・ワトソン、クリストファー・カレル、ビリー・ヒューズといった外国人の作家が多数起用されたほか、新たに八神純子や長谷川孝水らが詞、曲を提供している。岩崎本人は、歌詞の内容とは敢えて距離を置いた感じの歌唱が自分でもすごく新鮮だったと振り返っている。
先行シングル曲「硝子のカーニバル」とカップリングの「言い訳 -A Good Excuse-」を収録。タイトル曲「月夜にGood Luck」は岩崎自身が主演した毎日放送系ドラマ「HOW TO 結婚」の主題歌として使用された。
初版の発売以降、長きに亘り廃盤の状況が続いていたが、ソニー・ミュージックによる廃盤再プレス企画「オーダーメイドファクトリー アンコールプレス」にて、予約専用ページが設けられ購入希望者を募ったところ、予約数の合計が規定数に達したため復刻が決定した。アルバム収録曲11曲に加えてオリジナル・カラオケ5曲が追加され、タイトルを『月夜にGOOD LUCK +5』としてBlu-spec CD2の規格で2015年9月3日にリリースされた。

## 収録曲

### CD
1. 夏の扉
作詞：長谷川孝水 / 作曲・編曲：Bobby Watson
2. Made in the Moon Light
作詞：大山潤子 / 作曲：Christopher Currell, Julia / 編曲：Christopher Currell
3. 月夜にGood Luck　
作詞：戸張郁子 / 作曲・編曲：Bobby Watson
4. With You
作詞・作曲：Linda Christira Taylor, Marcy, Andrew Caine, Alan Murphy / 編曲：Bobby Watson
5. Blue Line　　
作詞：長谷川孝水、Roxanne Seeman / 作曲：Billie Hughes / 編曲：Bobby Watson
6. 言い訳 -A Good Excuse-
作詞：戸張郁子 / 作曲・編曲：Christopher Currell
7. 君の傍らの月
作詞：大山潤子 / 作曲：八神純子 / 編曲：加納直樹
8. 静かの海
作詞：戸張郁子 / 作曲：Christopher Currell, Julia / 編曲：Christopher Currell
9. 硝子のカーニバル
作詞：横山武 / 作曲：都志見隆 / 編曲：中村哲
10. Night Wind
作詞：長谷川孝水 / 作曲：Julia / 編曲：Julia, Christopher Currell
11. Prologue
作詞・作曲：八神純子 / 編曲：大徳俊幸

#### 月夜にGOOD LUCK +5 ボーナス・トラック
1. 夏の扉（オリジナル・カラオケ）
2. 月夜にGood Luck（オリジナル・カラオケ）
3. 君の傍らの月（オリジナル・カラオケ）
4. 硝子のカーニバル（オリジナル・カラオケ）
5. Prologue（オリジナル・カラオケ）

## シングル

### 概要
表題曲「硝子のカーニバル」は、『銀座ジュエリーマキ・カメリアダイヤモンド』CFイメージソングとして使用された。

## 収録曲
1. 硝子のカーニバル
作詞：横山武 / 作曲：都志見隆 / 編曲：中村哲
2. 言い訳 -A Good Excuse-
作詞：戸張郁子 / 作曲・編曲：Christopher Currell

## 参考資料
- 岩崎良美『月夜にGOOD LUCK +5』（ライナーノーツ）CBSソニー、2015年9月3日。DQCL-70。
- 岩崎良美が1989年に発表したアルバム『月夜にGOOD LUCK』がオーダーメイドファクトリーにて復刻。9月3日より販売開始。 –  otonano PORTAL